# Renato Bianconi
Renato Bianconi (Milano, 1º febbraio 1928 – Milano, 23 ottobre 1993) è stato un editore italiano fondatore della Edizioni Bianconi, poi nota come Editoriale Metro.

## Biografia
Dopo aver lavorato presso le Edizioni Alpe, Bianconi iniziò l'attività di editore in proprio negli anni cinquanta, realizzando una redazione in casa sua. La prima incarnazione della casa editrice, datata 1952, si chiamava Il Ponte che poi divenne Edizioni Bianconi (nota anche attraverso le etichette S.B.G., Alhambra e Editoriale Metro), specializzata nella produzione di serie a fumetti, con le quali furono stampate centinaia di migliaia di albi nel tipico formato a libretto.
Il successo delle serie a fumetti pubblicate da Bianconi durò oltre trent'anni, ma iniziò a calare negli anni ottanta; nel periodo tra gli anni sessanta e novanta, pubblicò decine di serie a fumetti umoristiche di grande successo con protagonisti quali Geppo, Soldino, Nonna Abelarda e Braccio di Ferro.
Alla morte di Bianconi, avvenuta nel 1993, l'attività fu portata avanti dalla moglie Rosalia Guccione, fino a quel momento direttrice responsabile delle pubblicazioni. La crisi proseguì fino alla chiusura della casa editrice, nel dicembre 2000.